# Rhabdosynochus rhabdosynochus
Rhabdosynochus rhabdosynochus är en plattmaskart. Rhabdosynochus rhabdosynochus ingår i släktet Rhabdosynochus och familjen Diplectanidae. Inga underarter finns listade i Catalogue of Life.